# Збирка
Збирка најчешће означава штампану књигу песама једног аутора. Иако се и у ранијим временима, пре појаве штампе, примећује тенденција сакупљања песама појединих стваралаца, према некаквом концепту, збирка постаје важан књижевни и културни чинилац посебно од доба романтизма.

## Историјат
Лирске баладе Ворсворда и Колриџа представљају важан допринос у стварању новог типа песништва и романтичарски манифест. Збирке песама Цвеће зла Шарла Бодлера (1857) и Влати траве В.Витмена (1855) имале су изузетан значај у развоју књижевности.

## Облици збирке
Распоред песама у збирци може почивати на хронолошком мерилу (такав распоред у романтизму је био пожељан будући да представља уметникову исповест, аутобиографију) или може бити начињен према некој уметничкој замисли (тематски или жанровски критеријуми). Неке збирке садрже и прозни текст, нарочито интониран:он може представљати поетику и програм, а може се дати и у облику осећања, мемоара (нпр.Итака и коментари Милоша Црњанског).
Данас збирка јесте најважнији, владајући облик представљања нечијег песничког опуса.

## Најважније збирке поезије
- Прва збирка поезије на српском језику била је књига Ј.Дошеновића Лирическа пенија , објављена у Будиму 1809.
- Прва штампана збирка на српском језику је Мала простонародна славеносербска пјеснарица по говору простога народа написана Вука Стефановића Караџића , објављена 1814.